# Reinhold K. Olszewski
Reinhold Kurt Olszewski (* 19. April 1917 in München; † 23. November 1982 ebendort) war ein deutscher Schauspieler, Regisseur und Intendant. Er war das zweite Kind des Münchner Malers Karl Ewald Olszewski (1884–1965) und der aus dem Elsass stammenden Opernsängerin Lite Thomasius-Olszewski (1887–1941).

## Leben
Olszewski besuchte das Maximiliansgymnasium und das Alte Realgymnasium in München, ohne die Schulzeit mit dem Abitur abzuschließen. Von 1936 bis 1939 war er Schüler an der Staatlichen Schauspielschule des Bayerischen Staatsschauspiels in München, wo er von Arnulf Schröder und Ernst Fritz Fürbringer unterrichtet wurde. Beim Vorsprechen lernte er seine spätere Ehefrau, die Schweizerin Sylva Denzler, kennen, die er am 25. Juni 1942 heiratete.
Olszewski wurde 1940 als Anfänger am Stadttheater Ingolstadt angenommen und drei Monate später als Schauspieler mit Regieverpflichtung am Deutschen Theater in Prag unter Generalintendant Oskar Walleck engagiert. 1942 verpflichtete ihn Oskar Wälterlin als Schauspieler und Regisseur ans Stadttheater Basel. Zum 1. Mai 1943 erhielt er den Einberufungsbefehl aus Deutschland. Die Deutsche Botschaft drohte für den Fall der Nichtbefolgung mit negativen Folgen für seine Eltern und Verwandten. Olszewski kehrte zurück, wurde allerdings nicht sofort eingezogen und konnte vorübergehend ein Engagement am Landestheater in Hannover wahrnehmen. Er wurde Leiter der dortigen Werkbühne und arbeitete gleichzeitig, bis zur kriegsbedingten Schließung der Bühne, als Schauspieler unter den Regisseuren Gustav Sellner und Heinrich Koch.
Den Dienst in der Wehrmacht trat Olszewski am 1. Dezember 1943 an und geriet am 7. Oktober 1944 in Aachen in amerikanische Kriegsgefangenschaft. Am 6. Dezember 1945 wurde er aus der Kriegsgefangenschaft entlassen und kam bis zum 19. Februar 1946 in französischen Gewahrsam. Nach der Entlassung aus dem Internierungslager kehrte er im Frühjahr 1946 in die Schweiz zurück.
Die Arbeitssituation war dort zu diesem Zeitpunkt schwierig, da die meisten Schweizer Schauspieler aus dem zerstörten Deutschland in ihre Heimat zurückgekehrt waren und vorrangig engagiert wurden. Eine Rückkehr nach Deutschland schloss Olszewski nach den Erlebnissen während des „Dritten Reiches“ jedoch aus; er verstand sich nach eigenen Angaben als „staatenlos, ehemals österreichisch“.
Da sich der Arbeitsmarkt in der Schweiz und in Deutschland nicht änderte, entschlossen sich Olszewski und seine Frau zur Auswanderung nach Lateinamerika. Mit dem Schiff reisten sie Ende April 1947 über Argentinien nach Chile, wo er zweieinhalb Jahre später gemeinsam mit seiner kurz nach ihm eingetroffenen Frau ein Theaterensemble gründete. Von 1949 bis 1974 leitete Olszewski die Deutschen Kammerspiele als Intendant und bespielte zusammen mit seiner Frau und einem jährlich wechselnden deutschen Ensemble gesamt Lateinamerika.
Das Ehepaar Olszewski trennte sich Mitte der 1950er Jahre und ließ sich 1959 scheiden. 1966 heiratete Olszewski die in Portugal geborene Schauspielerin Hanita Hallan, die für eine Spielzeit als Schauspielerin bei den Deutschen Kammerspielen engagiert war. Nach der Trennung 1969 folgte 1973 die Scheidung. Bei einer Inszenierung der Städtischen Bühnen Frankfurt lernte Olszewski 1970 Dorle Birr kennen. Sie heirateten im Dezember 1976 und lebten zunächst in Frankfurt, dann in München.
1971 kehrte Olszewski endgültig nach Deutschland zurück. Er lebte zunächst in Frankfurt, wo er an den Städtischen Bühnen diverse Schauspiele inszenierte; ab 1974 wieder in seiner Geburtsstadt München. Doch schon während der Intendanz in Lateinamerika war er als Schauspieler und Regisseur in Deutschland tätig gewesen. Ab 1966 führte Olszewski kontinuierlich Regie bei den Bad Hersfelder Festspielen, 1982 übernahm er deren Leitung. Zwischen 1970 und 1981 inszenierte er zudem in Lübeck, Frankfurt, München, Hamburg, Berlin, Wiesbaden, Essen, Düsseldorf, am Westfälischen Landestheater und in anderen Städten. Er war außerdem als Fernsehschauspieler tätig und spielte zahlreiche kleinere, sehr prägnante Charakterrollen in deutsch-, englisch- und spanischsprachigen Filmen. In allen drei Sprachen hielt er darüber hinaus auch theaterwissenschaftliche Vorträge an Universitäten und Goethe-Instituten im In- und Ausland.
Am 23. November 1982 starb Reinhold K. Olszewski während der Vorbereitungen für seine zweite Spielzeit bei den Bad Hersfelder Festspielen in München an Lungenkrebs.

## Filmografie
- 1961/1972: Rosa Blanca (película)
- 1978: Verstecktes Ziel
- 1979: Charlie Muffin
- 1980: Endstation Freiheit
- 1981: Tatort: Grenzgänger
- 1981: Tatort: Duisburg-Ruhrort
- 1982: Die weiße Rose
- 1983: Wagner – Das Leben und Werk Richard Wagners

## Ehrungen
Olszewski erhielt für seine künstlerische Arbeit vielfältige Anerkennung. In Argentinien, Uruguay, Peru, Brasilien, Chile und Mexiko wurden ihm internationale Regie- und Kritikerpreise verliehen.
- Bundesverdienstkreuz am Bande (1959)
- „Pour le mérite“ Erster Klasse für Kunst (1968)
- Ehrenbürgerschaft der Stadt La Paz (Bolivien) (1968)
- Anwandter-Medaille für besondere Verdienste Deutscher im Ausland (1969)
- Goethe-Medaille für Verbreitung der deutschen Sprache im Ausland (1969)
- „Preis Semanario Teatral 69 (...) als bestes Stück in Originalsprache“ in Buenos Aires für Inszenierung von Friedrich Dürrenmatts Play Strindberg
- Thalia-Preis für die künstlerische Qualität der Deutschen Kammerspiele während zwanzig Jahren als ausländisches Ensemble (1969)
- Preis für das beste ausländische Gastspiel in Argentinien (1971)
- Preis für das beste ausländische Gastspiel in Rio de Janeiro (1971)
- Preis für das beste ausländische Gastspiel in Mexiko (1971)